# Niki & The Dove
Niki & The Dove är en svensk indietronica-duo från Stockholm, bildad i februari 2010. Musikduon består av sångerskan och producenten Malin Dahlström (musiker) och producenten Gustaf Karlöf.
Duon har bland annat blivit nominerad till BBC:s omröstning "Sound of 2012", där de kom på femte plats samt vunnit European Border Breakers Awards 2013.

## Diskografi

### Studioalbum
| Titel    | Albumfakta                                                                            | Högsta position |
| -------- | ------------------------------------------------------------------------------------- | --------------- |
| Instinct | - Släppt: 14 maj 2012 - Skivbolag: Sub Pop Mercury Records - Format: CD, LP, Digitalt | 60 (SV)         |

### EP
| Titel       | Albumfakta                                                                         |
| ----------- | ---------------------------------------------------------------------------------- |
| The Drummer | - Släppt: 13 oktober 2011 - Skivbolag: Sub Pop, Mercury Records - Format: digitalt |

### Singlar
| Titel               | År   | Högsta position | Album    |
| ------------------- | ---- | --------------- | -------- |
| The Fox             | 2011 | -               | Instinct |
| DJ, Ease My Mind    | 2012 | 103 (UK)        | Instinct |
| Tomorrow            | 2012 | -               | Instinct |
| Somebody            | 2012 | -               | Instinct |
| Love To The Test    | 2012 | -               | Instinct |
| Play It On My Radio | 2015 | -               |          |

## Låtsamarbete
| Artist  | Låt    | År   |
| ------- | ------ | ---- |
| Kleerup | Rock U | 2014 |

## Musikvideor
| Titel                  | År   |
| ---------------------- | ---- |
| DJ, Ease My Mind (v.1) | 2010 |
| Under The Bridges      | 2010 |
| The Drummer            | 2011 |
| Mother Protect         | 2011 |
| DJ, Ease My Mind (v.2) | 2011 |
| The Fox                | 2012 |
| Tomorrow               | 2012 |

## Turnéer
- NME Radar Tour (2011) (förband)
- Hurts Tour (2011) (förband)